# شون ماكويليامز
شون ماكويليامز (بالإنجليزية: Shaun McWilliams)‏ هو لاعب كرة قدم بريطاني في مركز الوسط، ولد في 14 أغسطس 1998 في نورثامبتون في المملكة المتحدة. لعب مع نادي كينغز لين.

## وصلات خارجية
- شون ماكويليامز على موقع قاعدة بيانات كرة القدم.إي يو (الإنجليزية)
- شون ماكويليامز على موقع Soccerbase.com (لاعب) (الإنجليزية)
- شون ماكويليامز على موقع Soccerway.com (الإنجليزية)